# Арсеније Александријски
Патријарх Арсеније († 4. јула 1010 , Египат ) - папа александријски и патријарх целог Египта од 1000. до 1010. године.

## Биографија
Био је брат жене фатимидског калифа Ел-Азиза (975-996), што је умногоме допринело црквеној каријери и самог Арсенија, који је постао митрополит Мемфиса, и његовог брата Ореста, који је постао јерусалимски патријарх 986. године.
После смрти александријског патријарха, Илије II, по директном наређењу калифа ал-Хакима (996-1021), сина и наследника ал-Азиза, 17. јуна 1000. године уздигнут на патријаршијски трон Александрије.
Искористивши наклоност владајуће династије, браћа Патријарси су стекла „примарни значај“ међу немуслиманским верама Египта. После Орестове смрти 1005. године, патријарх Арсеније је преузео и управу над Јерусалимском патријаршијом и тако у својим рукама концентрисао власт над целокупном православном заједницом Фатимидског калифата.
Али са почетком бруталног прогона хришћана који је предузео ал-Хаким 1008. године, патријарх је изгубио све своје привилегије. Озбиљност калифових антихришћанских декрета погоршала је његова душевна болест, чија је последица била манична сумњичавост и немилосрдност – калиф је озбиљно почео да искорењује оне других вера, који су чинили скоро половину његових поданика. Сваку годину обележили су масовни погроми цркава и хришћанских насеља и скрнављење хришћанских гробља.
Предосећајући да ни он неће моћи да избегне репресију, постао је побожан и подвижник, проводећи дане у посту и молитви. Дана 25. априла 1010. Патријаршијска резиденција је уништена - манастир Ал-Кусајра у близини Каира је сравњен са земљом, монаси су протерани, а хришћанско гробље оскрнављено. 4. јула исте године, по налогу калифа, тајно је убијен патријарх Арсеније.